# Bahnhof Ueno
Der Bahnhof Ueno (jap. 上野駅, Ueno-eki) ist ein Bahnhof in der japanischen Hauptstadt Tokio. Er befindet sich im Westen des Bezirks Taitō neben dem Ueno-Park und wird gemeinsam von den Bahngesellschaften JR East und Tōkyō Metro betrieben. Ueno ist der wichtigste Umsteigebahnhof für Verbindungen aus Tokio in die nördliche Region Tōhoku. Dazu gehören insbesondere verschiedene Shinkansen-Verbindungen wie der Tōhoku-Shinkansen, der Jōetsu-Shinkansen und der Hokuriku-Shinkansen, aber auch mehrere bedeutende Vororteisenbahnstrecken.
In Ueno endeten in der Vergangenheit die meisten Langstreckenverbindungen aus dem Norden, allen voran auf der Tōhoku-Hauptlinie und der Jōban-Linie, weshalb man den Bahnhof als „Tokios Tor zum Norden“ bezeichnete. Seit der Einführung der Shinkansen wurden jedoch viele Verbindungen bis zum Bahnhof Tokio verlängert. Unter dem Bahnhof verlaufen zwei U-Bahn-Linien und in der Nähe befindet sich der Bahnhof Keisei-Ueno der Bahngesellschaft Keisei Dentetsu.

## Verbindungen
Ueno ist ein kombinierter Durchgangs- und Kopfbahnhof sowie einer der bedeutendsten Eisenbahnknoten der Hauptstadt Tokio. Hier treffen mehrere Bahnstrecken der Bahngesellschaft JR East zusammen. Die nach Shin-Aomori führende Schnellfahrstrecke Tōhoku-Shinkansen ist eine der wichtigsten Bahnlinien des Personenverkehrs in Japan und geht in die Hokkaidō-Shinkansen nach Hakodate über. Von der Tōhoku-Shinkansen zweigen die Akita-Shinkansen nach Akita, die Jōetsu-Shinkansen nach Niigata, die Hokuriku-Shinkansen nach Kanazawa und die Yamagata-Shinkansen nach Shinjō ab. Ueno wird dabei von den meisten hier verkehrenden Shinkansen-Zügen bedient. Ausgangspunkt aller Verbindungen ist der Bahnhof Tokio.
Überwiegend dem beschleunigten Pendlerverkehr über mittlere Entfernungen in der Metropolregion dienen die Jōban-Linie, die Takasaki-Linie und die Utsunomiya-Linie (als Teilstrecke der Tōhoku-Hauptlinie). Sie treffen von Norden her kommend in Ueno zusammen und werden auf die Ueno-Tokio-Linie geleitet, einer Viaduktstrecke über den Gleisen der Tōhoku-Shinkansen zum Bahnhof Tokio. Dort werden sie mit der Tōkaidō-Hauptlinie in Richtung Yokohama und Atami verknüpft. Dem Nahverkehr vorbehalten sind die ringförmig rund um die Innenstadt verlaufende Yamanote-Linie sowie die Keihin-Tōhoku-Linie von Ōmiya über Yokohama nach Ōfuna.
Zwei Linien der U-Bahn Tokio erschließen den Bahnhof Ueno. Es sind dies die Ginza-Linie von Asakusa nach Shibuya und die Hibiya-Linie von Kita-Senju nach Naka-Meguro. Beide werden von der Gesellschaft Tōkyō Metro betrieben, wobei die Hibiya-Linie an ihren Enden zum Streckennetz der Tōkyū Dentetsu und der Tōbu Tetsudō durchgebunden wird. Im rund 200 Meter entfernten Bahnhof Keisei-Ueno der Bahngesellschaft Keisei Dentetsu endet die zum Flughafen Tokio-Narita führende Keisei-Hauptlinie. Vor den Eingängen des Bahnhofs befinden sich mehrere Bushaltestellen, die von drei Linien der Gesellschaft Toei Bus und von Sightseeing-Bussen verschiedener Anbieter bedient werden. Ihren Abfahrtsort haben hier auch Nacht- und Fernbusse nach mehreren japanischen Städten.

## Anlage
Der Bahnhof steht in dem zum Bezirk Taitō gehörenden Stadtteil Ueno, an der Ostseite des Ueno-Parks. Zu den Sehenswürdigkeiten in der Nähe gehören neben der weitläufigen Parkanlage selbst der Ueno-Zoo, das Nationalmuseum Tokio, das Nationalmuseum der Naturwissenschaften, das Nationalmuseum für westliche Kunst, das Kunstmuseum der Präfektur Tokio, das Shitamachi-Museum, die Internationale Bibliothek für Kinderliteratur, das Tōkyō Geijutsu Daigaku, die Sogakudo-Konzerthalle und das Tōkyō Bunka Kaikan. Hinzu kommen verschiedene Tempel und Schreine wie der Kan’ei-ji und der Ueno Tōshō-gū. Das Ameyoko-Einkaufsstraße, die vor dem Bahnhof Ueno beginnt, führt der Westseite der Gleise entlang bis zum benachbarten Bahnhof Okachimachi im Süden.
Die von Nordosten nach Südwesten ausgerichtete Anlage umfasst 21 Gleise für den Personenverkehr, die auf drei Ebenen verteilt sind. Auf der oberen Ebene, die an beiden Enden in eine Viaduktstrecke übergeht, sind sechs Mittelbahnsteige angeordnet. Die Gleise 1 bis 9 dienen dem Durchgangsverkehr auf der Keihin-Tōhoku-Linie, der Yamanote-Linie, der Jōban-Linie, der Utsunomiya-Linie, der Takasaki-Linie und der Ueno-Tokio-Linie. Hingegen können die stumpf endenden Gleise nur von Nippori her angefahren werden; sie werden überwiegend von Zügen der Jōban-Linie genutzt. Im ebenerdigen Kopfbahnhof enden die Gleise 13 bis 17 stumpf an zwei Mittelbahnsteigen und einem Seitenbahnsteig (Gleis 18 wurde im Jahr 1999 entfernt). Genutzt werden sie hauptsächlich von Nahverkehrszügen auf der Takasaki- und Utsunomiya-Linie, des touristischen Ausflugszugs Train Suite Shikishima sowie von einzelnen Schnellzügen, die spätabends hier ankommen und frühmorgens abfahren. Der ebenerdige Teil war einst auch der Abfahrts- und Ankunftsort der Nachtzüge. Im vierten Untergeschoss liegt in 30 Metern Tiefe der Tunnelbahnhof der Shinkansen-Züge, bestehend aus den Gleisen 19 bis 22 an zwei breiten Mittelbahnsteigen; es handelt sich um den einzigen unterirdischen Bahnhof des gesamten Shinkansen-Netzes. Unter dem Bahnhofsvorplatz angeordnet sind die beiden U-Bahnhöfe der Ginza-Linie und der Hibiya-Linie, die jeweils zwei Gleise an Seitenbahnsteigen umfassen und eine gemeinsame Verteilerebene besitzen. Sie können durch separate Eingänge an den umliegenden Straßen sowie die Eingangshalle erreicht werden.
Der Bahnhof besitzt neun Ausgänge und vier Bereiche mit Bahnsteigsperren. Es gibt zwei Einkaufszentren im Bahnhof: Atré am südlichen Ende des Erdgeschosses und Ecute im dritten Stockwerk hinter der Bahnsteigsperre. Die Arkade im zweiten Stockwerk ist der Standort mehrerer Restaurants. Quer durch das dritte Stockwerk führt die „Panda-Brücke“ (benannt nach einer Panda-Statue). Sie ermöglicht die kostenlose Durchquerung des Bahnhofareals in Ost-West-Richtung, ohne die Sperren passieren zu müssen; ebenso stellt sie eine Verbindung zum Ueno-Park her. In der Haupthalle des Bahnhofs sind mehrere Kunstwerke dauerhaft ausgestellt. Dazu gehören das im Jahr 1951 von Inokuma Gen’ichirō angefertigte Wandbild Jiyū („Freiheit“) an der Querwand sowie die Statuen „Drei Phasen“ und „Flügel“ von Asakura Fumio.
Im Fiskaljahr 2019 nutzten durchschnittlich 241.641 Fahrgäste täglich den Bahnhof. Davon entfielen 182.704 auf JR East und 58.937 auf Tōkyō Metro.

## Gleise

Gleisplan von 1985, vor der Eröffnung des Shinkansen-Tunnelbahnhofs und der Entfernung von Gleis 18

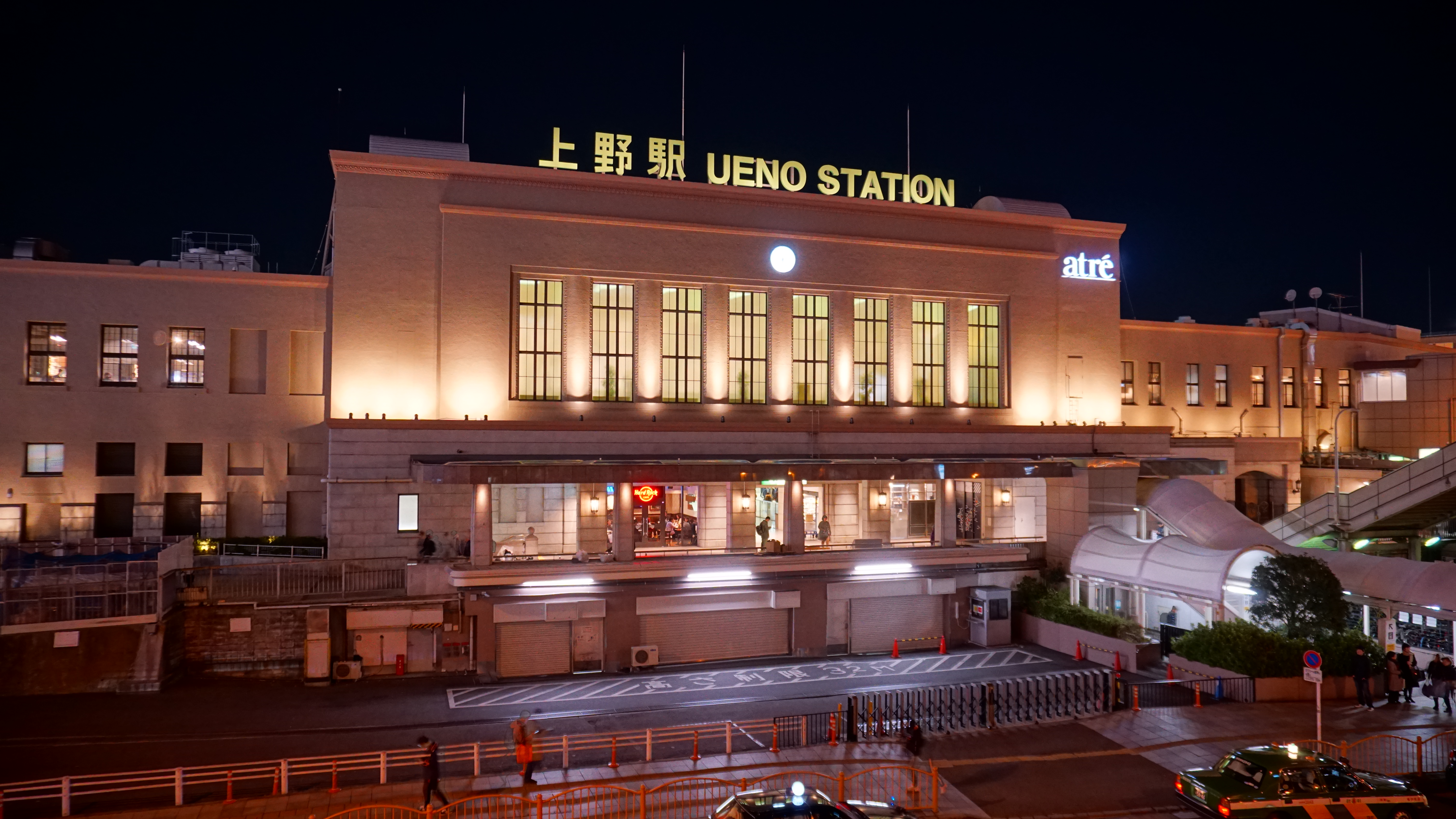
Nächtliche Ansicht

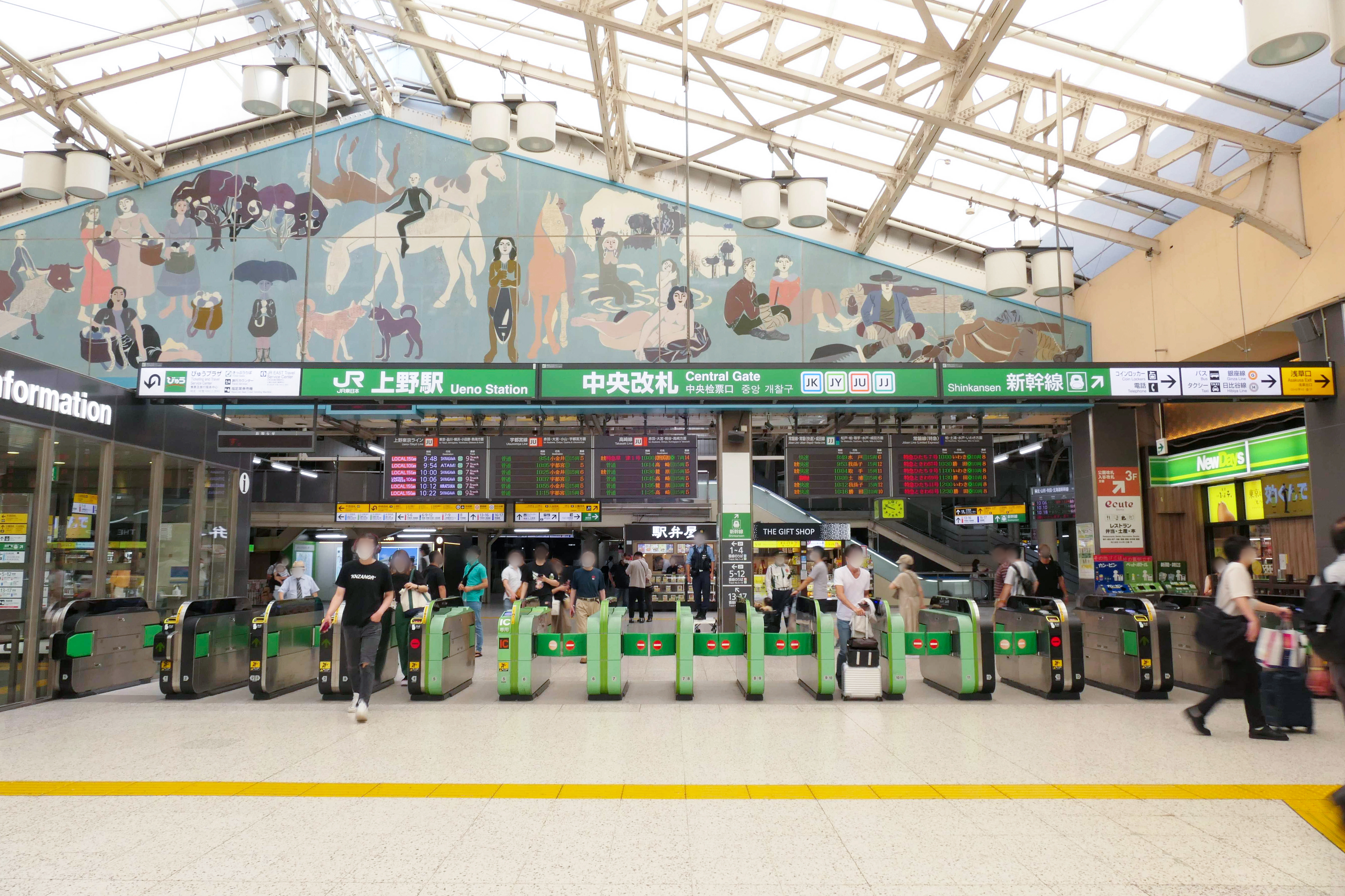
Wandbild in der Haupthalle

Hochbahnsteige:
| 1    | ▉ Keihin-Tōhoku-Linie       | Nippori • Akabane • Ōmiya                      |
| 2    | ▉ Yamanote-Linie            | Tabata • Ikebukuro • Shinjuku                  |
| 3    | ▉ Yamanote-Linie            | Tokio • Shimbashi • Shinagawa                  |
| 4    | ▉ Keihin-Tōhoku-Linie       | Tokio • Shinagawa • Kawasaki • Yokohama        |
| 5–6  | ▉ Utsunomiya-Linie          | Ōmiya • Oyama • Utsunomiya                     |
| 5–6  | ▉ Takasaki-Linie            | Ōmiya • Kumagaya • Takasaki                    |
| 6    | ▉ Jōban-Linie               | Kashiwa • Toride • Tsuchiura • Mito            |
| 6    | ▉ Jōban-Schnellbahnlinie    | Matsudo • Kashiwa • Toride • Narita            |
| 7–8  | ▉ Ueno-Tokio-Linie          | Tokio • Shinagawa • Yokohama • Odawara • Atami |
| 8    | ▉ Jōban-Linie (Schnellzüge) | Kashiwa • Tsuchiura • Mito • Iwaki • Sendai    |
| 8–9  | ▉ Ueno-Tokio-Linie          | Tokio • Shinagawa                              |
| 9–12 | ▉ Jōban-Linie               | Kashiwa • Toride • Tsuchiura • Mito            |
| 9–12 | ▉ Jōban-Linie (Schnellzüge) | Matsudo • Kashiwa • Toride • Narita            |

Ebenerdige Bahnsteige:
| 13–16 | ▉ Utsunomiya-Linie          | Ōmiya • Oyama • Utsunomiya                     |
| 13–16 | ▉ Takasaki-Linie            | Ōmiya • Kumagaya • Takasaki                    |
| –     | ▉ Train Suite Shikishima    | Tōhoku-Hauptlinie, Takasaki-Linie, Jōban-Linie |
| 16/17 | ▉ Jōban-Linie (Schnellzüge) | Kashiwa • Tsuchiura • Mito • Iwaki • Sendai    |

Shinkansen:
| 19/20 | ▉ Jōetsu-Shinkansen   | Takasaki • Nagaoka • Niigata                                             |
| 19/20 | ▉ Hokuriku-Shinkansen | Takasaki • Nagano • Toyama • Kanazawa                                    |
| 19/20 | ▉ Tōhoku-Shinkansen   | Utsunomiya • Fukushima • Sendai • Morioka • Shin-Aomori • Akita • Shinjō |
| 19/20 | ▉ Hokkaidō-Shinkansen | Sendai • Morioka • Shin-Aomori • Shin-Hakodate-Hokuto                    |
| 21/22 | ▉ alle Shinkansen     | Tokio                                                                    |

U-Bahn:
| 1 | Ginza-Linie | Kanda • Ginza • Shimbashi • Shibuya |
| 2 | Ginza-Linie | Asakusa                             |

| 1 | Hibiya-Linie | Akihabara • Roppongi • Naka-Meguro |
| 2 | Hibiya-Linie | Kita-Senju                         |

## Linien
| Verlauf der Tōhoku-Shinkansen |
| --- |
| Tokyo • Ueno • Ōmiya • Oyama • Utsunomiya • Nasushiobara • Shin-Shirakawa • Kōriyama • Fukushima • Shiroishi-Zaō • Sendai • Furukawa • Kurikoma-Kōgen • Ichinoseki • Mizusawa-Esashi • Kitakami • Shin-Hanamaki • Morioka • Iwate-Numakunai • Ninohe • Hachinohe • Shichinohe-Towada • Shin-Aomori |

| Verlauf der Jōban-Linie |
| --- |
| Ueno • Nippori • Mikawashima • Minami-Senju • Kita-Senju • Ayase • Kameari • Kanamachi • Matsudo • Kita-Matsudo • Mabashi • Shin-Matsudo • Kita-Kogane • Kashiwa • Kita-Kashiwa • Abiko • Tennōdai • Toride • Fujishiro • Ryūgasakishi • Ushiku • Hitachino-Ushiku • Arakawaoki • Tsuchiura • Kandatsu • Takahama • Ishioka • Hatori • Iwama • Tomobe • Uchihara • Akatsuka • Kairakuen • Mito • Katsuta • Sawa • Tōkai • Ōmika • Hitachi-Taga • Hitachi • Ogitsu • Jūō • Takahagi • Minami-Nakagō • Isohara • Ōtsukō • Nakoso • Ueda • Izumi • Yumoto • Uchigō • Iwaki • Kusano • Yotsukura • Hisanohama • Suetsugi • Hirono • J-Village • Kido • Tatsuta • Tomioka • Yonomori • Ōno • Futaba • Namie • Momouchi • Odaka • Iwaki-Ōta • Haranomachi • Kashima • Nittaki • Sōma • Komagamine • Shinchi • Sakamoto • Yamashita • Hamayoshida • Watari • Ōkuma • Iwanuma |

| Verlauf der Keihin-Tōhoku-Linie / Negishi-Linie |
| --- |
| Ōmiya • Saitama-Shintoshin • Yono • Kita-Urawa • Urawa • Minami-Urawa • Warabi • Nishi-Kawaguchi • Kawaguchi • Akabane • Higashi-Jūjō • Ōji • Kami-Nakazato • Tabata • Nishi-Nippori • Nippori • Uguisudani • Ueno • Okachimachi • Akihabara • Kanda • Tokyo • Yūrakuchō • Shimbashi • Hamamatsuchō • Tamachi • Takanawa Gateway • Shinagawa • Ōimachi • Ōmori • Kamata • Kawasaki • Tsurumi • Shin-Koyasu • Higashi-Kanagawa • Yokohama • Sakuragichō • Kannai • Ishikawachō • Yamate • Negishi • Isogo • Shin-Sugita • Yōkōdai • Kōnandai • Hongōdai • Ōfuna |

| Verlauf der Takasaki-Linie |
| --- |
| Tokyo • Ueno • Oku • Akabane • Urawa • Saitama-Shintoshin • Ōmiya • Miyahara • Ageo • Kita-Ageo • Okegawa • Kitamoto • Kōnosu • Kita-Kōnosu • Fukiage • Gyōda • Kumagaya • Kagohara • Fukaya • Okabe • Honjō • Jimbohara • Shinmachi • Kuragano • Takasaki |

| Verlauf der Utsunomiya-Linie |
| --- |
| Tokyo • Ueno • Oku • Akabane • Urawa • Saitama-Shintoshin • Ōmiya • Toro • Higashi-Ōmiya • Hasuda • Shiraoka • Shin-Shiraoka • Kuki • Higashi-Washinomiya • Kurihashi • Koga • Nogi • Mamada • Oyama • Koganei • Jichi-Idai • Ishibashi • Suzumenomiya • Utsunomiya • Okamoto • Hōshakuji • Ujiie • Kamasusaka • Kataoka • Yaita • Nozaki • Nishi-Nasuno • Nasushiobara • Kuroiso |

| Verlauf der Yamanote-Linie |
| --- |
| Shinagawa • Ōsaki • Gotanda • Meguro • Ebisu • Shibuya • Harajuku • Yoyogi • Shinjuku • Shin-Ōkubo • Takadanobaba • Mejiro • Ikebukuro • Ōtsuka • Sugamo • Komagome • Tabata • Nishi-Nippori • Nippori • Uguisudani • Ueno • Okachimachi • Akihabara • Kanda • Tokyo • Yūrakuchō • Shimbashi • Hamamatsuchō • Tamachi • Takanawa Gateway • Shinagawa |

## Geschichte

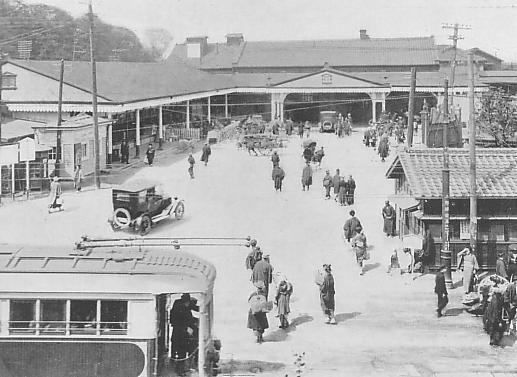
Das erste Empfangsgebäude um 1920

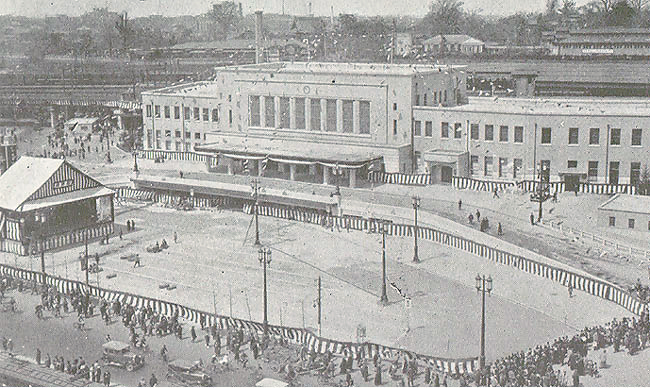
Eröffnungsfeier des neuen Empfangsgebäudes (1932)

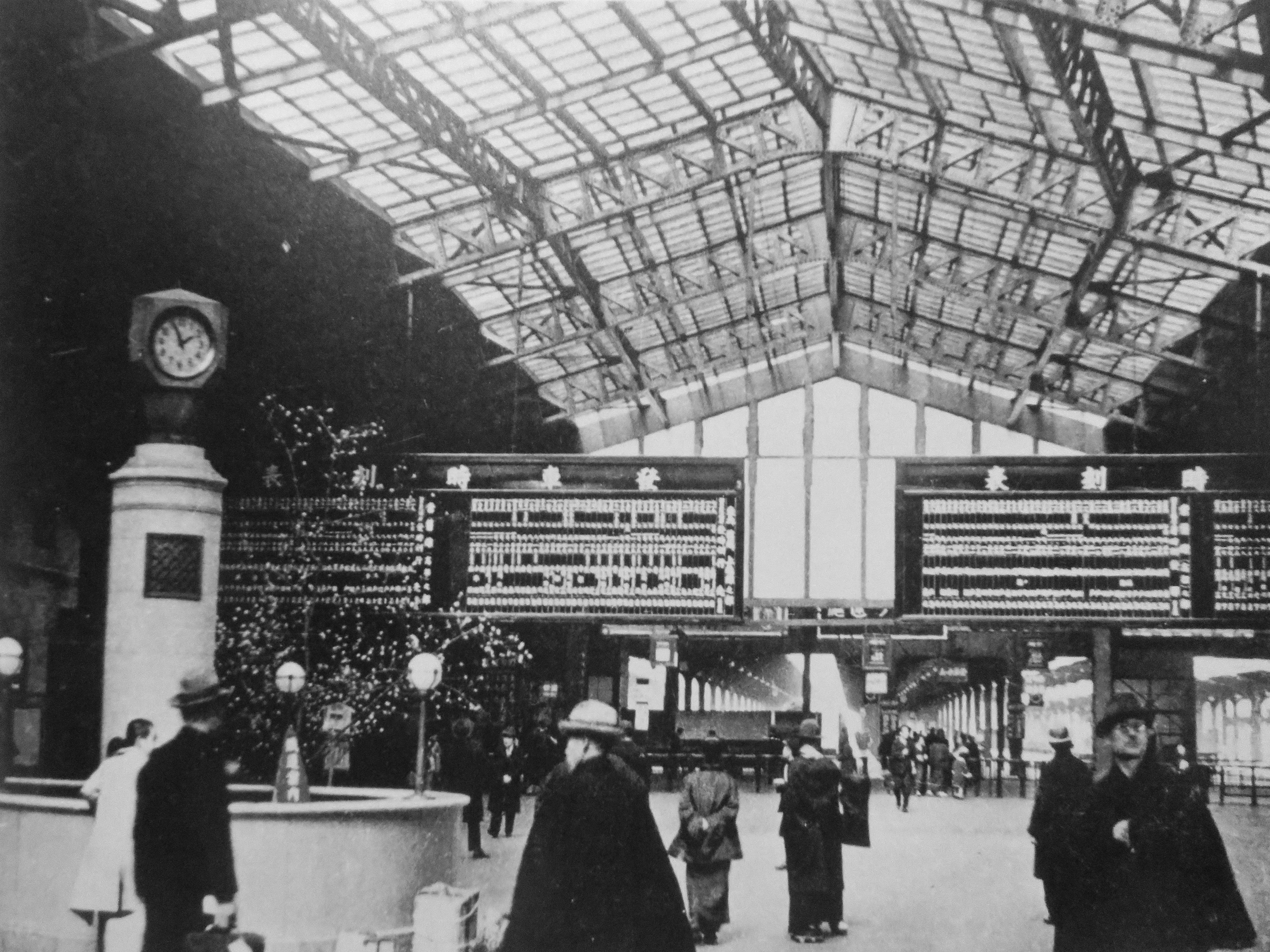
Im Innern des Bahnhofs (1933)

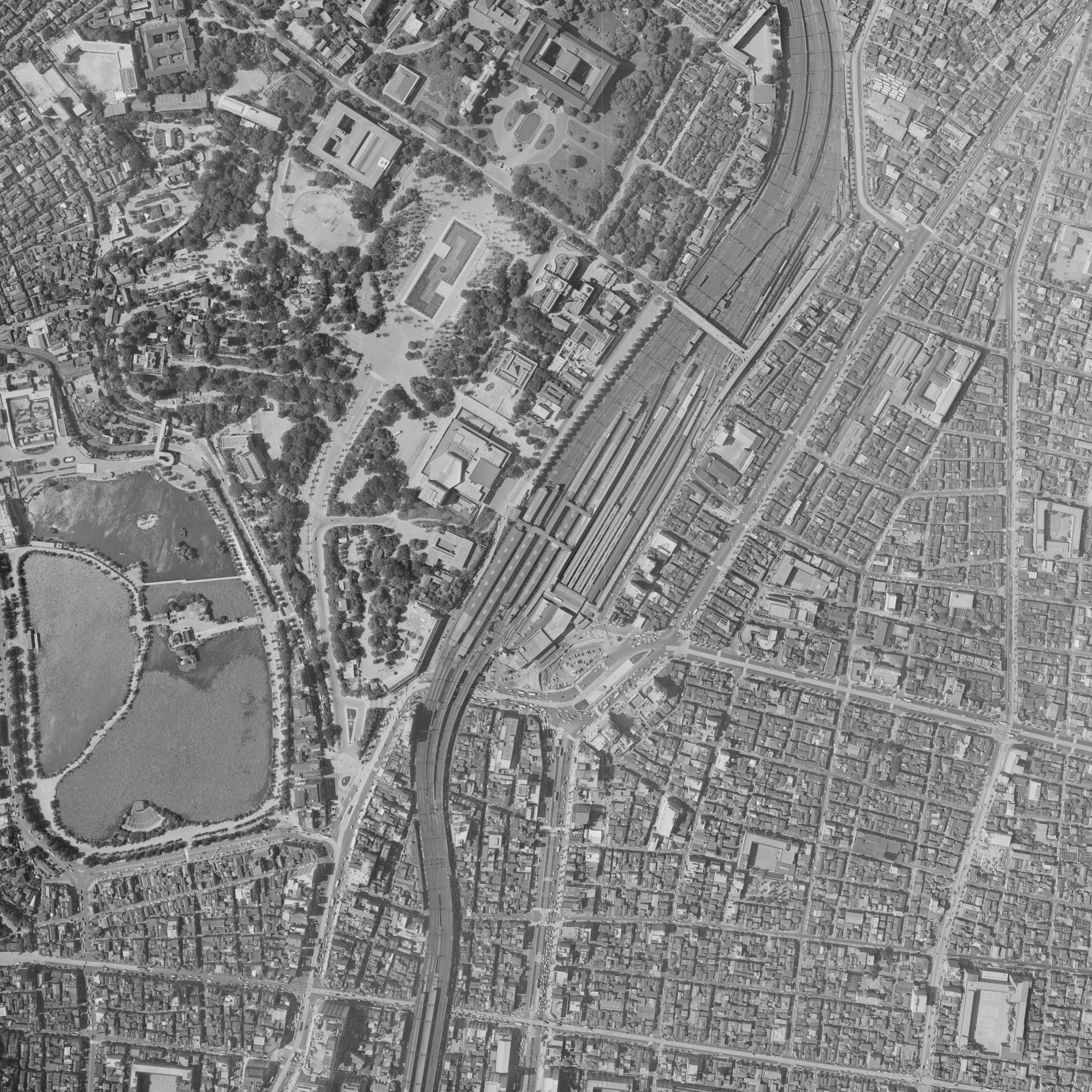
Luftansicht von 1963

Nach ihrer Gründung im Jahr 1881 begann die Nippon Tetsudō, Japans erste private Bahngesellschaft, mit dem Bau der heutigen Tōhoku-Hauptlinie zwischen Tokio und Aomori an der Nordspitze der Hauptinsel Honshū. Da Bahnstrecken in der Umgebung des Kaiserpalastes erst nach der Elektrifizierung der Eisenbahn erlaubt waren und die Stadtverwaltung jahrzehntelang keine Privatbahnen in der Innenstadt zuließ, entschied sich die Nippon Tetsudō dazu, ihre südliche Endstation neben dem Ueno-Park zu errichten. Zu diesem Zweck pachtete sie im November 1882 von der Präfekturverwaltung ein ca. 29.800 Tsubo (98.500 m²) großes Gelände beim Kan’ei-ji-Tempel. Am 28. Juli 1883 eröffnete sie den noch im Bau befindlichen Bahnhof provisorisch, zusammen mit dem ersten Streckenabschnitt nach Kumagaya. Im August desselben Jahres nahm sie den Güterverkehr auf, im Oktober den Postverkehr. Die offizielle Eröffnung des Bahnhofs erfolgte am 28. Juni 1884, die letzten Arbeiten waren am 16. Juli 1885 abgeschlossen. Das von Shu Mimura entworfene Empfangsgebäude hatte einen H-förmigen Grundriss mit den Fahrkartenschaltern und der Bahnhofshalle im zentralen, flachen Teil sowie den Warteräumen in den beiden Flügeln.
Ursprünglich waren die Funktionen des Personen- und Güterbahnhofs sowie des Rangierbahnhofs in einer Anlage vereint, doch mit zunehmender Nachfrage war sie dafür bald zu klein. Mit der zunehmenden Zahl abgefertigter Fahrgäste und Güter nahm auch die Überlastung der umliegenden engen Straßen kontinuierlich zu. Um ihren Endbahnhof zu entlasten, baute die Nippon Tetsudō eine dem Schienengüterverkehr vorbehaltene Strecke nach Akihabara und nahm sie am 1. November 1890 in Betrieb. Da sie ebenerdig verlief, schnitt sie den Straßenverkehr in Ost-West-Richtung ab, was zunehmend Proteste der Anwohner und Gewerbetreibenden hervorrief. Die Stadtverwaltung ließ die Strecke beidseitig einzäunen und die Bahnübergänge sichern, ebenso erließ sie Beschränkungen für Betriebszeiten und Anzahl der Züge. Im Jahr 1900 errichtete die Bahngesellschaft auf dem Vorplatz einen zweigeschossigen Annexbau, der Wartesäle, Restaurants, Cafés, Geschäfte und Friseurläden enthielt. 1922 wurde er abgerissen.
Am 1. April 1905 eröffnete die Nippon Tetsudō ein kurzes Teilstück von Mikawashima nach Ueno. Die Züge der Jōban-Linie, deren Endstation zuvor Tabata gewesen war, konnten nun direkt nach Ueno verkehren. Als Folge des Eisenbahnverstaatlichungsgesetzes ging der Bahnhof am 1. November 1906 an das staatliche Eisenbahnamt (das spätere Eisenbahnministerium) über. Ab 16. Dezember 1909 war Ueno einer der Endpunkte der Yamanote-Linie. Die Zahl der Fahrgäste nahm laufend zu und 1917 gruppierten sich nicht weniger als 44 Gebäude um den Bahnhof, darunter neun Bürogebäude und zehn Lagerhallen. Das Empfangsgebäude wurde am 1. September 1923 durch einen Großbrand, der infolge des Großen Kantō-Erdbeben ausgebrochen war, vollständig zerstört. Der Bahnbetrieb konnte daraufhin am 23. September in einem provisorischen Gebäude wiederaufgenommen werden.
Die großflächigen Zerstörungen ermöglichten es dem Eisenbahnministerium, die seit längerer Zeit geplante Hochbahnstrecke zwischen den Bahnhöfen Ueno und Kanda deutlich rascher als ursprünglich vorgesehen voranzutreiben. Am 1. November 1925 konnte die Tōhoku-Hauptlinie bis zum Bahnhof Tokio für den Personenverkehr verlängert werden. Die neue Strecke ermöglichte zudem die Einführung des Ringbetriebs auf der Yamanote-Linie. Am 30. Dezember 1927 erfolgte die Eröffnung der zunächst von Asakusa nach Ueno führenden Ginza-Linie, Asiens erster U-Bahn (am 21. November 1931 nach Kanda verlängert). Nach der Verlegung einer zusätzlichen Doppelspur konnte der Hochbahnviadukt ab 1. November 1928 auch von Zügen der Keihin-Tōhoku-Linie befahren werden. Am 1. März 1930, sechseinhalb Jahre nach dem Erdbeben, fand der Spatenstich für den definitiven Neubau des Empfangsgebäudes statt. Die feierliche Eröffnung folgte zwei Jahre später am 3. April 1932. Nach der Verlegung der Güterabfertigungsanlagen in Akihabara auf die Hochbahn legte das Eisenbahnministerium die ebenerdige Güterbahnstrecke am 1. Juli 1932 still.
Der Bahnhof blieb von den Zerstörungen des Pazifikkriegs verschont, weshalb nach Kriegsende zahlreiche Obdachlose hier Zuflucht fanden. Am 25. Dezember 1945 trieb die Polizei über 2500 „Landstreicher“ zusammen und verjagte sie. Während der Nachkriegszeit blühte in der Gegend südlich des Bahnhofs der Schwarzhandel. Am 28. März 1961 wurde der von Minami-Senju nach Naka-okachimachi führende erste Abschnitt der Hibiya-Linie eröffnet, mit einem weiteren U-Bahnhof in Ueno. Die Japanische Staatsbahn nahm am 30. September 1970 einen sechsten Hochbahnsteig mit den Gleisen 11 und 12 in Betrieb, womit der oberirdische Teil des Bahnhofs seine endgültige Ausdehnung erhielt. Wegen mangelnder Kapazität auf der Hochbahnstrecke verlegte die Staatsbahn die Endstation aller Fernverkehrszüge der Tōhoku-Hauptlinie vom Bahnhof Tokio nach Ueno.
Im Dezember 1977 fiel die Entscheidung, Ueno entgegen den ursprünglichen Planungen zu einem Shinkansen-Bahnhof auszubauen. Die Tōhoku-Shinkansen und die Jōetsu-Shinkansen, die seit 1982 in Ōmiya endeten, wurden am 14. März 1985 nach Ueno verlängert. Der dort errichtete Tunnelbahnhof war nun für einige Jahre die vorläufige südliche Endstation dieser beiden Strecken. Im Rahmen der Staatsbahnprivatisierung ging der Bahnhof am 1. April 1987 in den Besitz der neuen Gesellschaft JR East über. Diese vervollständigte das Shinkansen-Projekt und verlängerte die Schnellfahrstrecke am 20. April 1991 zum Bahnhof Tokio. Sie nutzt auf ihrem Weg in die Innenstadt zum Teil die frühere Trasse der Tōhoku-Hauptlinie.
Eine von der Regierung eingesetzte Arbeitsgruppe empfahl im Jahr 2000, den Schienenkorridor zwischen den Bahnhöfen und Ueno besser zu nutzen. Insbesondere sollte die Tōhoku-Hauptlinie mit der Tōkaidō-Hauptlinie verknüpft werden, um mehr umsteigefreie Verbindungen anbieten zu können. Andererseits die Überlastung der parallel verlaufenden Yamanote- und Keihin-Tōhoku-Linie in diesem Bereich verringert werden. Da die Trasse beim Bahnhof Kanda seit 1991 durch die Tōhoku-Shinkansen blockiert war, sollte der Viadukt dort auf einer Länge von rund 1,3 km (inkl. Rampen) ein zweites Geschoss erhalten. Die Bauarbeiten an der Ueno-Tokio-Linie begannen im Mai 2008. Die Auswirkungen des Tōhoku-Erdbebens 2011 verzögerten die angestrebte Eröffnung um zwei Jahre. Diese erfolgte schließlich am 14. März 2015. Am 23. August 2015 verkehrte von Ueno aus der letzte Hokutosei-Schlafwagenzug, am 21. März 2016 traf der letzte Cassiopeia-Schlafwagenzug ein. Damit endete die einst bedeutende Ära des Bahnhofs als Abfahrtsort von Nachtzügen in Richtung Norden.

## Bilder

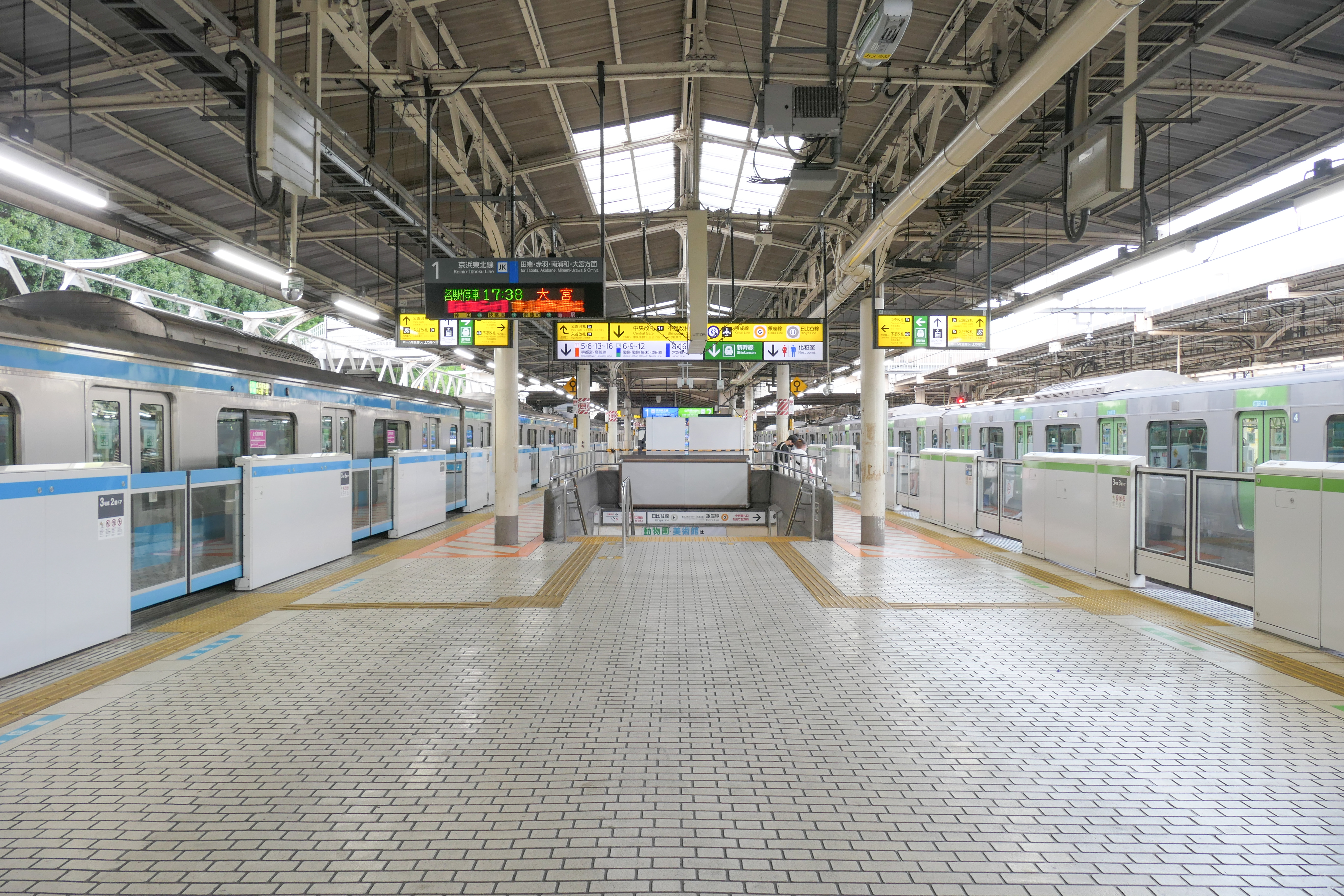
Bahnsteig 1/2 (oben)
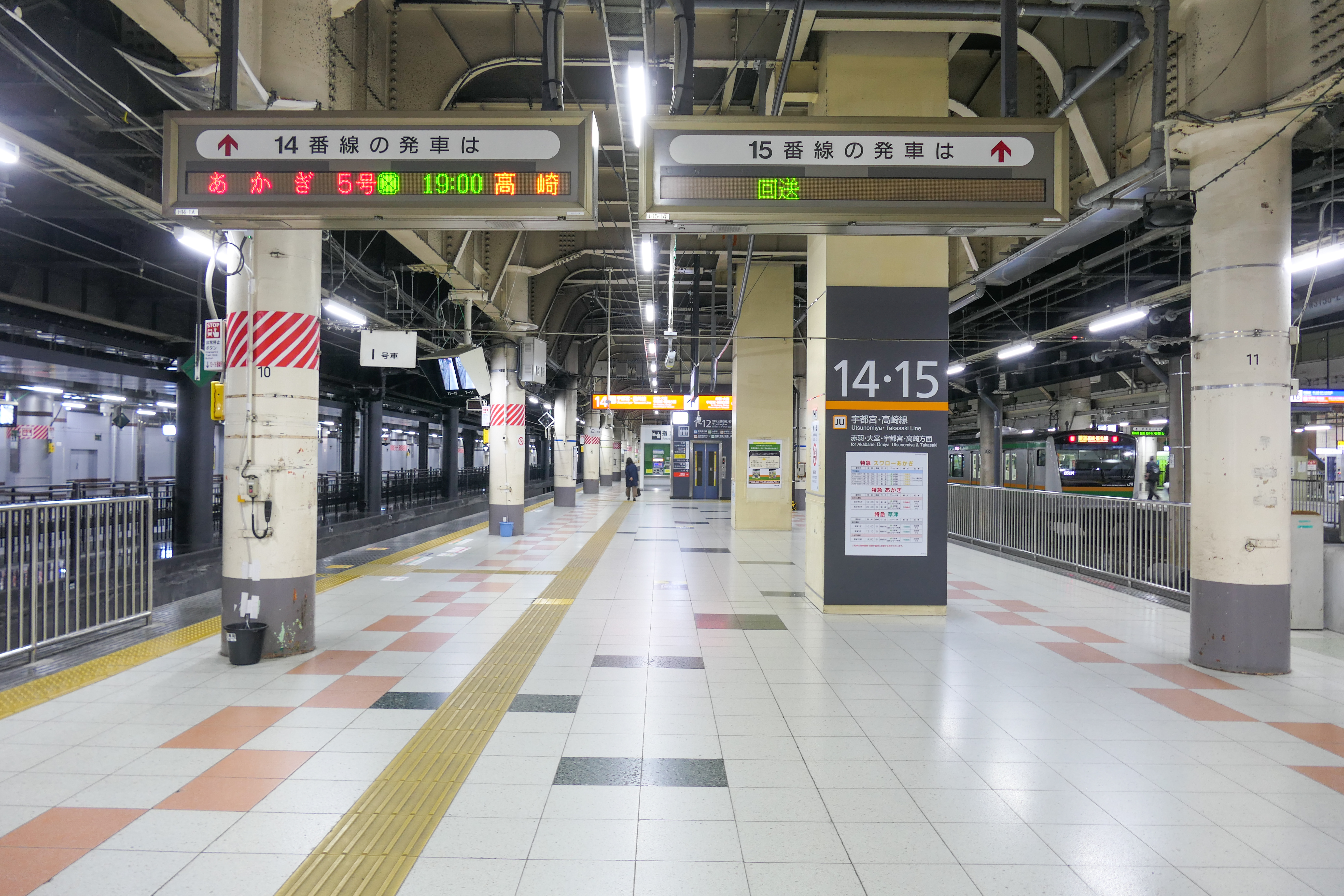
Bahnsteig 14/15 (ebenerdig)
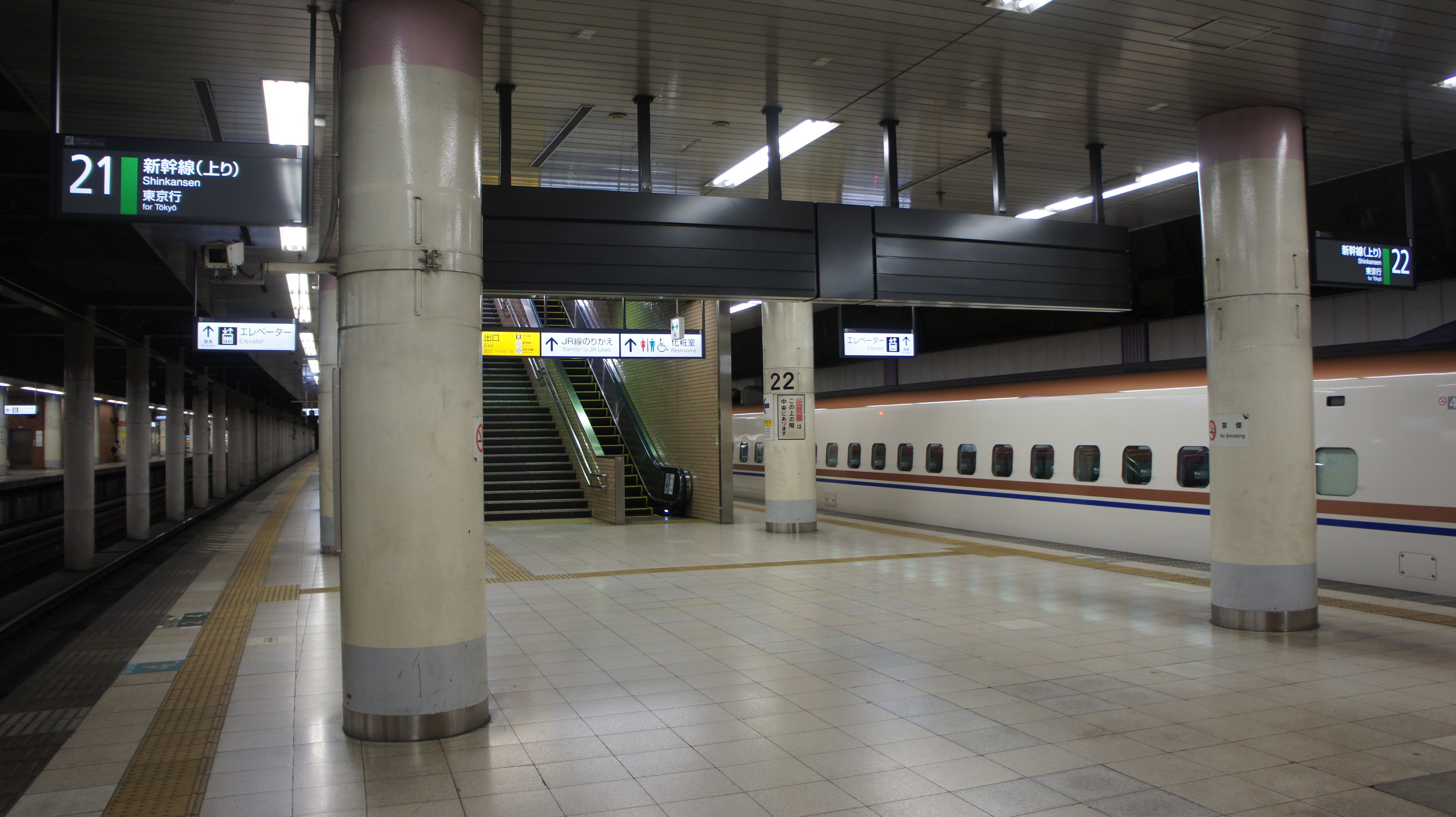
Shinkansen-Bahnsteig 21/22
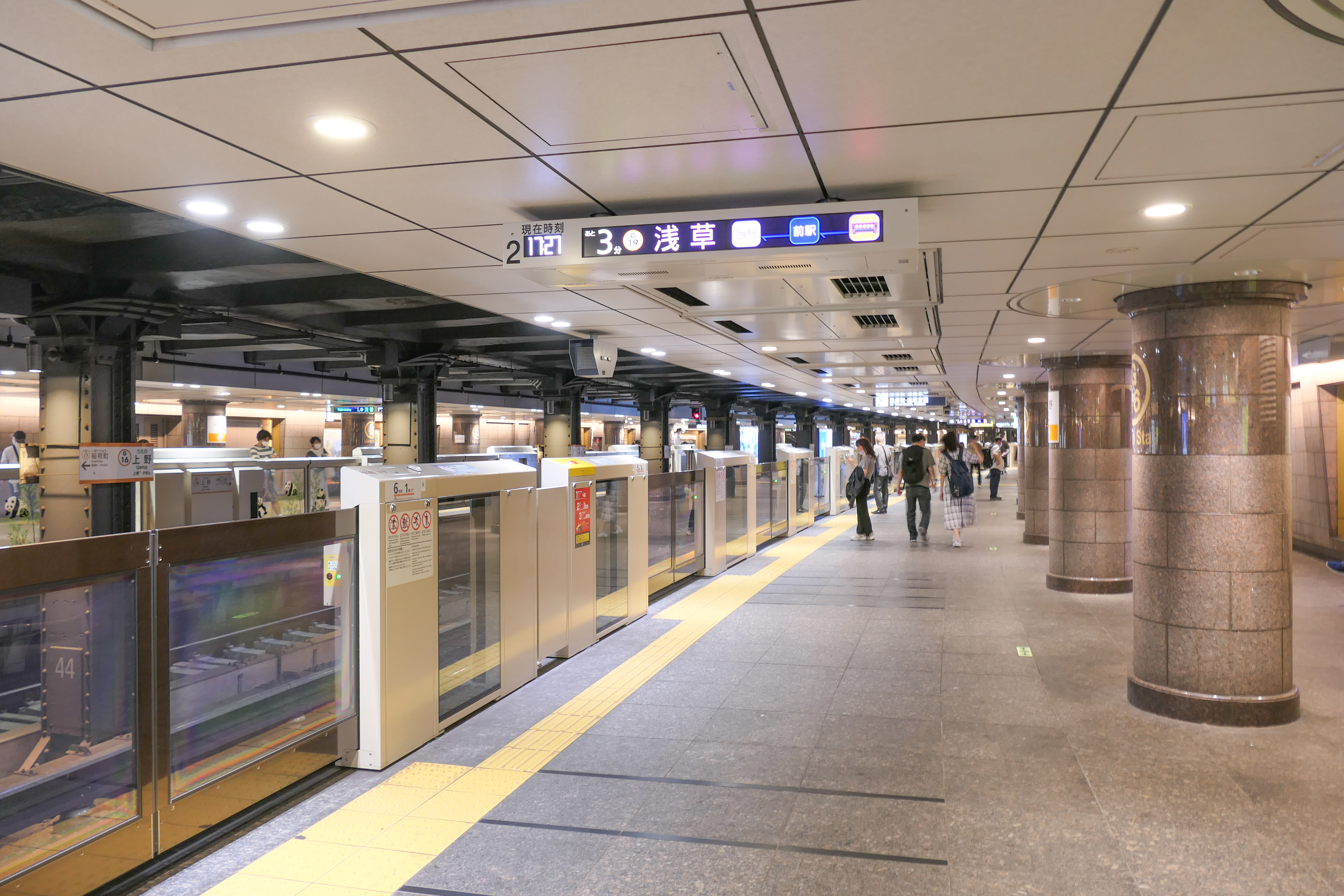
Ginza-Linie
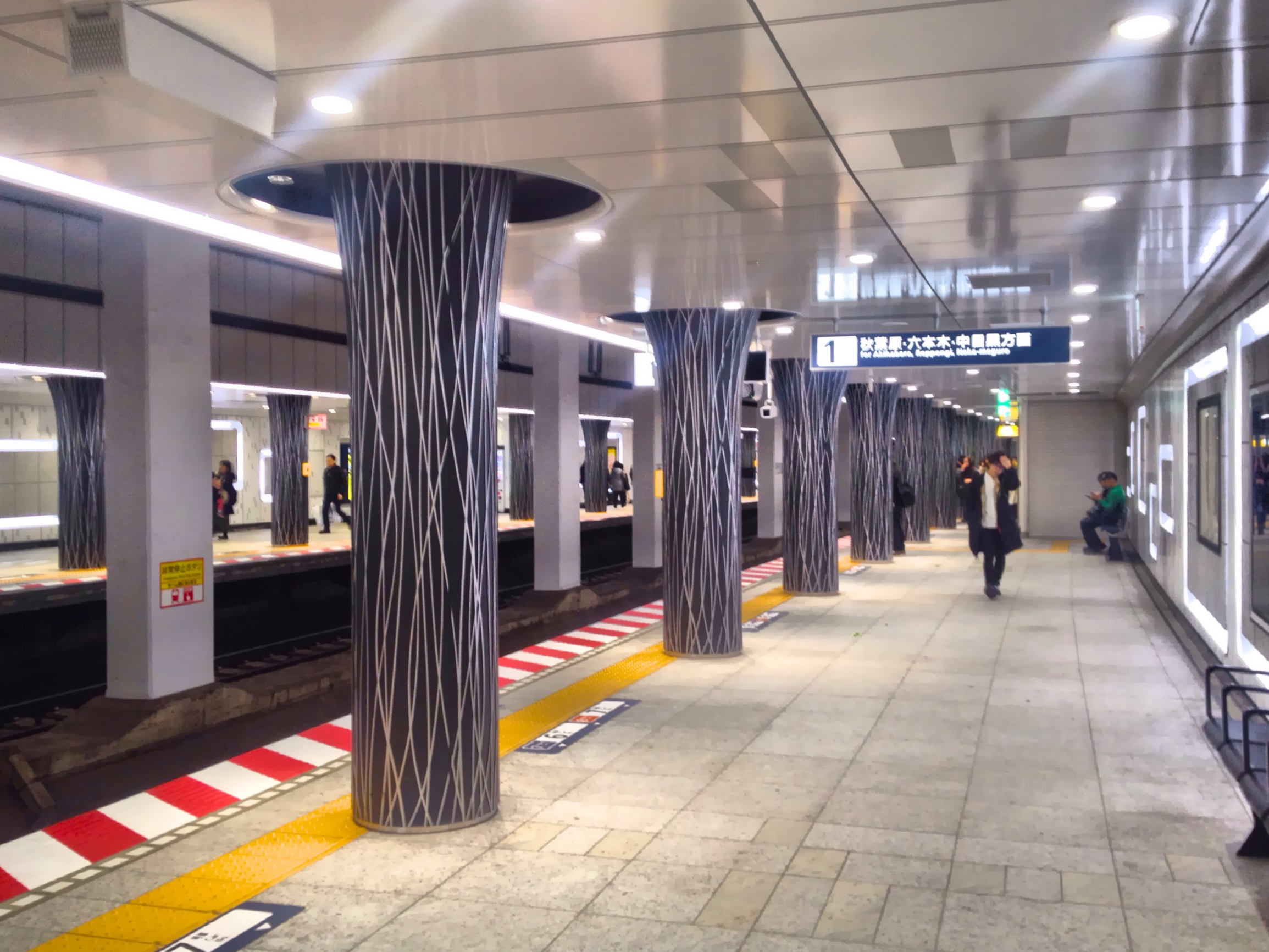
Hibiya-Linie